# الخرابة (دخلة عويدين)

تعديل مصدري - تعديل

الخرابة محلة تابعة لقرية دخلة عويدين، التابعة لعزلة بني منبة بمديرية يريم إحدى مديريات محافظة إب في الجمهورية اليمنية، بلغ تعداد سكانها 29 حسب تعداد اليمن لعام 2004.